# Trácios

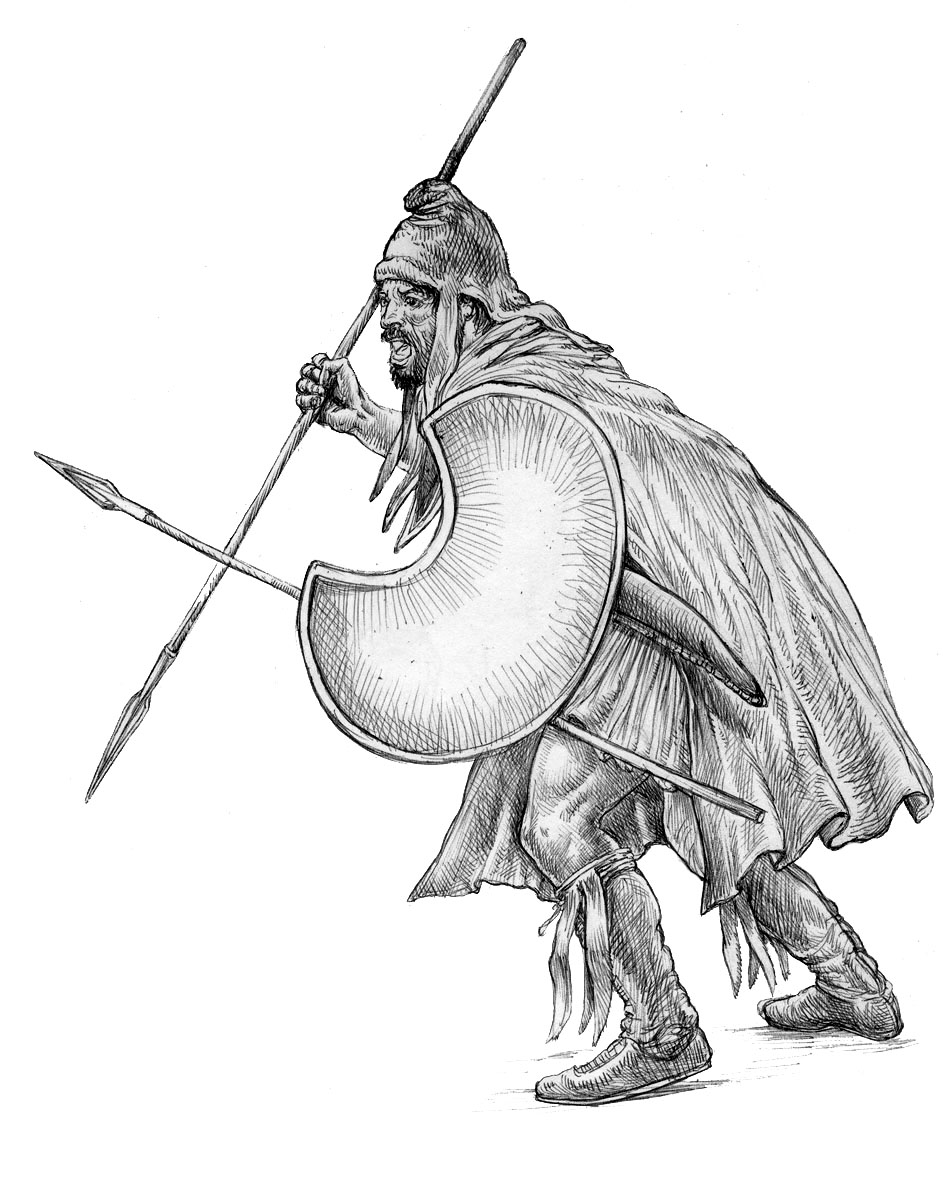
Peltaste Trácio, séculos V e

Os trácios foram um povo indo-europeu, habitante da Trácia e regiões adjacentes (territórios dos estados modernos da Bulgária, Romênia, Moldávia, nordeste da Grécia, Turquia Europeia e noroeste da Turquia Asiática, leste da Sérvia e partes da Macedônia). Falavam o idioma trácio.
Mesmo sendo numerosos, os trácios eram divididos em um grande número de grupos e tribos, apesar de poderosos estados trácios terem sido organizados durante alguns períodos, como o Reino Odrísio da Trácia e a Dácia de Burebista. No século V a.C., os trácios ocupavam as regiões entre o norte da Grécia e o sul da Rússia. Nessa época, a presença trácia era penetrante o bastante para fazer Heródoto chamá-los de o segundo povo mais numeroso do mundo conhecido, e potencialmente o mais poderoso, se não fosse a sua desunião.
A Ilíada registra os trácios da região do Helesponto e também os trácios cicones que lutaram ao lado dos troianos (Ilíada, livro II). Muitas figuras míticas, como o deus Dionísio, a princesa Europa e o herói Orfeu foram tomados emprestados pelos gregos de seus vizinhos trácios.
Josefo afirma que os trácios eram descendentes da personagem bíblica Tiras, filho de Jafé. "Tiras, também conhecido como aquele que governou sobre os tirasianos; mas os gregos mudaram seu nome para trácios".
A maior parte dos trácios finalmente se helenizariam (na província da Trácia) ou se romanizariam (na Dácia, Mésia, etc.). Pequenos grupos de falantes de idiomas trácios contudo poderiam ainda estar existindo quando os eslavos chegaram aos Bálcãs no século VI, e teoricamente alguns trácios podem ter sido eslavizados. Os acadêmicos propõem que os atuais albaneses possivelmente sejam trácios que mantiveram sua língua, mas isso é uma questão controvertida.
Nos primeiros anos do século XXI, arqueólogos búlgaros fizeram descobertas impressionantes na Bulgária Central num local que chamaram de "O Vale dos Reis Trácios". Em 19 de agosto de 2005, alguns arqueólogos anunciaram ter encontrado a primeira capital trácia, que estava situada próximo à atual cidade de Karlovo, na Bulgária. Uma grande quantidade de artefatos de cerâmica polida (peças de telhado e vasos em estilo grego) foi descoberta, revelando a riqueza da cidade.
O arqueólogo búlgaro Nikolai Ovcharov mostrou, durante uma conferência em Sófia, uma peça de barro que ele acredita conter uma das mais antigas inscrições do mundo. Ele acredita que a placa date de cinco mil anos antes de Cristo. O artefato foi descoberto há 20 anos durante uma escavação em uma colina da região de Trácia, região localizada entre a Bulgária e a Grécia onde vivia a tribo dos trácios. O artefato pertence ao museu de arqueologia da Bulgária.
Segundo Xenófanes, “Os trácios diziam que seus deuses tinham cabelos vermelhos e olhos avelã”.

## Tribos Trácias
- Agrianos - Peônia
- Bessos
- Bisaltas
- Bistões
- Bitínios
- Boteanos
- Cabírios
- Cícones
- Dácios: ver Lista de tribos dácias
  - Apúlios - Transilvânia
  - Cárpios - Ao leste dos Cárpatos
  - Costóbocos - Na Ucrânia
  - Getas
  - Súcios - Oltênia
- Díos - Ródope
- Edões
- Medos
- Mésios
- Odrisianos
- Peônios
- Satras
- Tínios - Tínia na Anatólia
- Tráusios

Supostas tribos trácias:
- Agatirsos - tribo cita , ou trácio-cita.
- Bastarnas - Germânicos, mas há um pouco de dúvida.
- Dardânios - Na região da Dardânia (atualmente Cosovo), misturaram-se com Ilírios e talvez peônios
- Escordiscos
- Tribálios - Ao sul das planícies tribálias (corresponde atualmente à planície de Cosovo e da Sérvia). Acredita-se que eram Trácio-Ilírios.

## Trácios famosos
- Burebista foi um rei da Dácia entre 70 e 44 a.C. que uniu sob seu governo os trácios num grande território, da atual Morávia a oeste ao rio Bug na atual Ucrânia a leste, e do norte nos Cárpatos ao sul em Dionisópolis, cidade na antiga Mésia, então uma colônia grega.
- Decébalo, um grande rei da Dácia, que foi no final de sua vida derrotado pelas forças de Trajano.
- Orfeu, herói lendário grego, mestre da arte da música e de tocar a lira, de grande importância na história religiosa de Grécia e Bulgária.
- Espártaco, trácio escravizado pelos romanos, que liderou uma grande revolta de escravos no que agora é a Itália entre 73 e 71 a.C. Seu exército de gladiadores e escravos derrotou várias legiões romanas no que é conhecido como Terceira Guerra da Servidão.